# Baruch Agadati
Baruch Agadati (în ebraică ברוך אגדתי, numele la naștere: Baruch sau Burăch Kaușanski; n. 18 februarie 1895, Tighina, Imperiul Rus – d. 18 ianuarie 1976, Tel Aviv, Israel) a fost un pictor și dansator israelian originar din Basarabia, unul din stâlpii boemei din Tel Aviv în anii 1920–1930 și unul din pionierii cinematografiei din Israel.

## Biografie

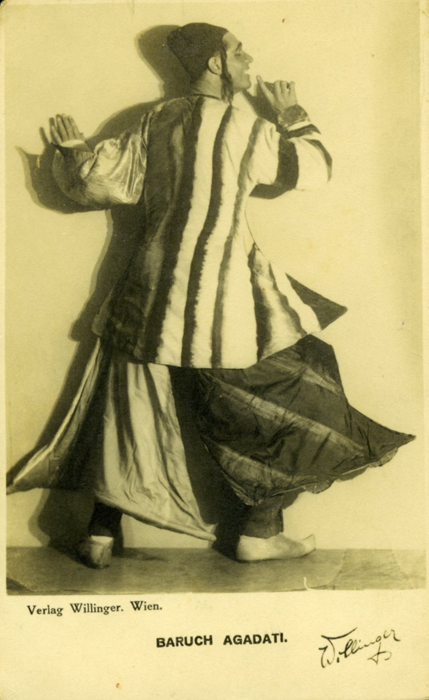
Baruch Agadati în dansul „Extază iemenită” c. 1920

### Copilăria și adolescența în Rusia si Palestina
Baruch Agadati, pe atunci Burăch sau Boris Lvovici Kaușanski, s-a născut în 1895 orașul Bender (Tighina) din sudul Basarabiei, pe atunci în Imperiul Rus, ca fiu al comerciantului evreu Arie Kaușanski și al soției acestuia, Batia.
După ce a învățat în școala primară tradițională iudaică Heder sau Talmud Tora, Baruch Kaușanski a învățat la o școală de stat. Din copilărie a dovedit talent și atracție pentru balet clasic, și când s-a mutat cu familia la Odesa, în ciuda împotrivirii tatălui său, s-a înscris la o școală de balet din oraș.  
În anul 1910, la vârsta de 15 ani, a emigrat singur în Palestina, aflată pe atunci sub stăpanire otomană.
El a studiat la Școala de arte Betzalel din Ierusalim și s-a întreținut din munci in livezile de portocali din Petah Tikva și din oferta de lecții particulare de dansuri de salon.
La Petah Tikva s-a familiarizat cu mediul evreilor yemeniți, a căror muzică și dansuri l-au inspirat mai târziu în creația sa coregrafică.
În vara anului 1914 s-a decis să-și viziteze familia în Rusia, unde a rămas blocat din cauza izbucnirii Primului Război Mondial. A reluat acolo studii de balet și ulterior, a fost primit în ansamblul de balet al Operei din Odesa.

### Revenirea în Palestina mandatară
S-a întors în Palestina pe bordul vaporului „Ruslan”, abia în 1919, când acest teritoriu se afla în administrația Marii Britanii. Pe puntea vasului a cunoscut oameni de cultură și artă, precum pictorii Yosef Zaritzki, Pinhas Litvinovski, precum și istoricul Yosef Klausner. Legătura cu aceștia a găsit și ea ecou în viața sa spirituală. Părinții i s-au alăturat în Palestina după un an.
În anul 1920 a avut loc la cinematograful „Eden” din Tel Aviv premiera recitalului său de dans „Extază iemenită”, primul specatacol de acest gen în Palestina. După răzmerițele arabe din vara anului 1921, la intervenția primarului Tel Avivului, Meir Dizengof lui Agadati i s-a alocat o baracă în strada Itzhak Elhanan din cartierul Brenner, unde el a locuit până în ultima zi. 
Agadati a inițiat balurile de masă de Purim la Tel Aviv, inițial fără măști la școala de fete din cartierul Neve Tzedek, iar mai apoi sub forma de bal mascat. La primul mare bal mascat organizat de el au luat parte 3000 de persoane, în asistență aflându-se și poetul național Haim Nahman Bialik și liderul sionist Menachem Ussishkin. În continuare Agadati a promovat organizarea de carnavaluri anuale de Purim, denumite „Adlayada”, care auprimit in cele din urma auspiciile primăriei. Tot cu ocazia festivităților de Purim Agadati a inițiat și cel dintâi concurs de frumusețe din Palestina, concursul „Regina Esther”. 
O organizație de tineret și artiști rivală, numita „Trask” a început și ea să organizeze petreceri de Purim și să difuzeze afișe și foi volante în care îl satiriza pe Agadati și îl învinuia că s-ar fi îmbogățit de pe urma activității sale obștești. Agadati a dat acest grup în judecată pentru calomnie. Între martorii invitați la proces a fost și Bialik. Judecătorul britanic i-a dat câștig de cauză și i-a pedepsit pe calomniatori cu 2 săptămâni de închisoare sau plata unei amenzi. Când Agadati a cerut judecătorului să anuleze pedeapsa, acesta a acceptat cu condiția ca Agadati însuși să plătească amenda pentru dușmanii săi, ceea ce a și făcut.
Inițial Agadati și-a ebraizat numele din Boris Kaușanski în Baruch Ben Yehudá dar și-a ales, în cele din urmă, numele de familie Agadati, după ce poetul Yaakov Fichman l-a prezentat în fața lui Bialik spunând «Iată-l pe „legendarul Baruch”» (în ebraica de atunci - Agadati).
Din anul 1929 Agadati a început să se dedice cinematografiei. Primul său film documentar Yoman Tel Aviv (Jurnal al Tel Avivului) l-a realizat împreună cu fratele său Itzhak Agadati. Premiera lui a avut loc la cinematograful Mograbi din Tel Aviv. În anul 1931 Agadati a realizat primul film ebraic de animație  Harpatkaot Gadi Ben Sussí  („Aventurile lui Gadi ben Sussi”, adică Gadi fiul calului meu). Un alt film semi-documentar al său, Zot hi haaretz (Aceasta este țara) a fost primul film cu bandă sonoră ebraică. În ultimii ani ai vieții artistul a revenit la pictură.
Baruch Agadati a murit la Tel Aviv în anul 1976 și a fost înmormântat la panteonul național neoficial - cimitirul Trumpeldor din Tel Aviv.

## Premii și distincții
- 1976 - Cetățean de onoare al orașului Tel Aviv

## In memoriam
- 1985 S-a organizat la Muzeul Beit Reuven din Tel Aviv o expoziție în memoria sa.
- O stradă din cartierul Tzahala din Tel Aviv îi poartă numele.